# Perplexia
Perplexia là một chi thực vật có hoa trong họ Cúc (Asteraceae).

## Loài
Chi Perplexia gồm các loài: